# Dr. med. Hiob Prätorius (1965)
Dr. med. Hiob Prätorius ist ein deutscher Spielfilm von Regisseur Kurt Hoffmann und zugleich die dritte Verfilmung des gleichnamigen Bühnenstückes von Curt Goetz.

## Handlung
Dr. med. Hiob Prätorius erfreut sich aufgrund seiner Güte und Menschenfreundlichkeit bei den Patienten, im Ärztekollegium und bei der Studentenschaft gleichermaßen einer großen Beliebtheit. Lediglich sein Kollege Prof. Speiter missgönnt ihm den Erfolg.
Als seine Patientin Violetta wegen einer außerehelichen Schwangerschaft Selbstmord begehen will, nimmt sich Prätorius der jungen Frau an. Als er ihren Vater behutsam auf die Neuigkeiten vorbereiten will, hält dieser Prätorius für einen mehr als willkommenen Verehrer seiner Tochter. Da sich zwischen dem Arzt und seiner Patientin eine tiefe Zuneigung entwickelt hat, heiraten die beiden schließlich. Das private Glück der beiden schürt den Neid von Prof. Speiter. Mit Hilfe Prätorius’ mysteriösem Faktotum Shunderson glaubt er schließlich, dunkle Punkte aus der Vergangenheit des Mediziners aufdecken zu können. Doch Prätorius gelingt es vor einem Ehrengericht, mit Witz und erstaunlichen Enthüllungen alle Vorwürfe zu entkräften.

## Hintergrund
Das Bühnenstück war 1950 erstmals vom Autor Goetz selbst für den Film adaptiert und mit ihm und seiner Ehefrau in den Hauptrollen unter dem Titel Frauenarzt Dr. Prätorius verfilmt worden. Ein Jahr später hatte Joseph L. Mankiewicz mit der Komödie People Will Talk einen weiteren Film auf der Grundlage des Bühnenstückes mit Cary Grant in der Rolle des Frauenarztes Dr. Noah Prätorius gedreht.
Die Neuverfilmung von 1964/65 inszenierte Kurt Hoffmann, der bereits 1953 mit Hokuspokus ein Bühnenstück von Curt Goetz mit diesem in der Hauptrolle verfilmt hatte. 1966 drehte Hoffmann mit Hokuspokus oder: Wie lasse ich meinen Mann verschwinden…? eine weitere Neufassung eines Curt-Goetz-Filmes. Für beide Produktionen konnte er Heinz Rühmann für die jeweilige Hauptrolle gewinnen, den sich der 1960 verstorbene Goetz nach Aussagen seiner Witwe Valérie von Martens als Darsteller für seine Figuren ausdrücklich gewünscht hatte. Bereits 1963 hatte Rühmann unter der Regie von Helmut Käutner in der Neuverfilmung Das Haus in Montevideo eine der Figuren von Curt Goetz verkörpert.
Gedreht wurde vom 30. September bis zum 11. November 1964. Als Filmstudio diente das Bavaria Atelier in München-Geiselgasteig. Die Außenaufnahmen entstanden in Irschenberg sowie in Prag und Umgebung.
Das Remake zeichnet sich durch eine leichte, humorvolle Inszenierung aus, der die melancholisch-tragikomischen Untertöne der Erstverfilmung fehlen. Dennoch werden auch hierbei humanistische Werte betont und die Problematik von Abtreibung und Todesstrafe kritisch betrachtet.
Heinz Rühmann legte seinen Prätorius als leisen, biederen und verschmitzten Charakter an, während der Prätorius von Curt Goetz in der Filmfassung von 1950 ein in Gestik und Mimik enthusiastischer Tausendsassa ist, der pointenreich und mit viel Pathos die „Mikrobe der menschlichen Dummheit“ sucht, die er für die Ursache allen Neides, Hasses und Krieges hält.
Die Uraufführung von Dr. med. Hiob Prätorius fand am 14. Januar 1965 im Ufa-Palast in Hamburg statt, fast auf den Tag genau 15 Jahre nach der Premiere der Erstverfilmung.
Dr. Prätorius’ Auto ist ein Iso Rivolta 300.

## Kritiken
- Lexikon des internationalen Films: „Etwas gelackte, freundliche Unterhaltung, die in Regie und Darstellung das Typische der humorvollen Vorlage verfehlt.“[2]
- Die Welt (1965): „Rühmann hat hier ohne Zweifel eine seiner großen und schönsten Rollen gefunden, ohne dass er zum unbescheidenen Solisten wurde.“
- Evangelischer Filmbeobachter (Kritik Nr. 27/1965): „Eine harmlos-nette Unterhaltung, der viel von der Ironie, dem Humor und Charme der Vorlage fehlt.“
- Die Filmbewertungsstelle Wiesbaden verlieh der Produktion das Prädikat wertvoll.

## Auszeichnungen
- Bambi für den geschäftlich erfolgreichsten Film 1965
- Goldene Leinwand 1966 für mehr als 3 Millionen Zuschauer
- Prädikat wertvoll der FBW